# Universidad Mahachulalongkornrajavidyalaya
La Universidad Mahachulalongkornrajavidyalaya o MCU (en tailandés: มหาจุฬาลงกรณราชวิทยาลัย) es una de las dos universidades budistas públicas en Tailandia. Está situada en el templo Wat Mahathat Yuwarajarangsarit Rajaworamahavihara en Bangkok.

## Historia
Fue fundada en 1887 por el Rey Chulalongkorn con intención de crear un centro universitario de nivel para los monjes, novicios y laicos budistas. Está especializada en estudios budistas. Comenzó sus clases en 1889 y asumió su actual nombre en 1896.
Por leyes de 1997, ambas universidades budistas en Tailandia, la Universidad Mahachulalongkornrajavidyalaya y la Mahamakut, se convirtieron en universidades públicas.